# 阿纳斯塔西娅·勒罗伊
阿纳斯塔西娅·勒罗伊（英語：Anastasia Le-Roy，1987年9月11日—），牙买加女子田径运动员，2007年世界田径锦标赛女子4×400米接力银牌得主、2015年世界田径锦标赛女子4×400米接力金牌得主、2019年世界田径锦标赛女子4×400米接力铜牌得主。